# Бгажноков, Барасби Хачимович
Барасби Хачимович Бгажноков (1 ноября 1947 год, Баксан, КБАССР, РСФСР, СССР — 8 декабря 2020 год, Нальчик, Кабардино-Балкарская республика, Россия) — советский и российский учёный-кавказовед, этнолог и историк. Доктор исторических наук (1985). Заслуженный деятель науки Кабардино-Балкарской Республики, член Адыгской (Черкесской) международной академии наук, кавалер орденов Абхазии «Честь и слава» II степени и Ордена Леона.

## Биография
Сын партийного и хозяйственного деятеля, Героя Социалистического Труда Х. Г. Бгажнокова (1915—2002).
В 1966—1970 годах учился на филологическом факультете КБГУ. С 1970 года — аспирант Института языкознания АН СССР, где в 1974 году защитил кандидатскую диссертацию на тему «Психолингвистические проблемы речевого общения: личностно и социально ориентированное речевое общение» (научный руководитель А. А. Леонтьев).
С 1974 по 1987 год работал на кафедре педагогики и психологии КБГУ ассистентом, затем старшим преподавателем.
В 1984 году в Институте этнографии им. Н. Н. Миклухо-Маклая АН СССР (Москва) защитил докторскую диссертацию на тему «Культура общения и этнос».
С 1985 по 1988 год работал старшего научного сотрудника отдела этнографии Кабардино-Балкарского института гуманитарных исследований (КБИГИ). С 1988 по 2003 годы — заведующий отделом этнологии. С 2003 по 2007 год — ведущий научный сотрудник.
В 1992 году во время войны в Абхазии Б. Х. Бгажноков был среди добровольцев, воевавших на стороне абхазов.
С 2007 года по июнь 2014 года — директор Кабардино-Балкарского института гуманитарных исследований (КБИГИ, ныне Институт гуманитарных исследований КБНЦ РАН). С 2014 года и до своей смерти в 2020 году работал заведующим сектором этнологии, затем заведующим сектором древней истории и археологии Института гуманитарных исследований КБНЦ РАН.
Главный редактор журнала «Вестник КБИГИ» и периодического издания «Археология и этнология Северного Кавказа». Был член Координационного совета Министерства образования и науки РФ по комплексным исследованиям проблем Северного Кавказа, экспертного совета РФФИ и диссертационного совета по защите докторских диссертаций Кабардино-Балкарского госуниверситета, главный редактор учебника «История Кабардино-Балкарии для 9—8 классов», исследования «История многовекового содружества» (2007), посвященного 450-летию союза России и Кабарды, первый редактор тома «Адыги» из серии «Народы и культуры», которая издавалась под эгидой РАН.

## Научные труды
Автор более 200 научных работ, в том числе 14 монографий. Основные научные интересы: изучение национально-культурной специфики общения, моральной философии культуры, гуманистических оснований этнологии. Ниже перечислены основные труды:
- «Адыгский этикет». Нальчик, 1978;
- «Очерки этнографии общения адыгов». Нальчик, 1983;
- «Черкесское игрище». Нальчик, 1991;
- «Адыгская этика». Нальчик, 1999. Основания гуманистической этнологии. Нальчик, 2003;
- «Канжальская битва». Нальчик, 2008;
- «Антропология морали». Нальчик, 2010;
- «Отрицание зла в адыгских тостах». Нальчик, 2010;
- «Социальная организация семьи: по материалам исторической этнографии адыгов». Нальчик, 2010.
- «Черкесы (адыги)». Тбилиси, 2010.